# Kule
Kule is een dorp in het district Ghanzi in Botswana. De plaats telt 807 inwoners (2011).